# Bengt Euphrasén
Bengt Euphrasén född den 26 april 1755 i Habo socken, Västergötland, död den 25 december 1796 i Stockholm, var en svensk botanist, ichthyolog och forskningsresande.
Efter studier vid Braheskolan och vid Skara veterinärinrättning blev Euphrasén jungman på Ostindiska kompaniets fartyg Lovisa Ulrica och besökte då Kina, varifrån han förde med sig fiskar, vilka överläts till kanslirådet Clas Alströmers naturaliesamling. Han företog därefter en naturvetenskaplig exkursion till Bohusläns skärgård. Han blev student vid Uppsala universitet den 24 februari 1783. I Skara antog han sitt efternamn efter blomsläktet Euphrasia (ögontröst). På rekommendation av  den nämnde Clas Alströmer, vars bibliotek han förestått, fick han av Kungliga Vetenskapsakademien 300 riksdaler specie ur Sahlgrenska stipendiefonden "som resenär till S:t Barthélemy och kringliggande öar för att göra samlingar i de 3 naturens riken; varför utom handelsmannen i Göteborg L Kåhre tillåtit honom fri resa bort och åter med ett av sina fartyg". Han avreste i november 1787 och kom fram i februari 1788. Han gjorde i april 1788 en exkursion till öarna Saint Eustache och Saint Christopher. Intresset var inriktat mot blommor (botanik) och fiskar (ichthyologi). Han seglade hem till Sverige i juni-augusti 1788 och blev vice demonstrator botanices i Stockholm.